# ATP Challenger Daytona Beach
Der ATP Challenger Daytona Beach (offiziell: Daytona Beach Challenger) war ein Tennisturnier, das 1996 einmal in Daytona Beach, Florida, stattfand. Es gehörte zur ATP Challenger Tour und wurde im Freien auf Hartplatz gespielt.

## Liste der Sieger

### Einzel
| Jahr | Sieger              | Finalgegner | Ergebnis      |
| ---- | ------------------- | ----------- | ------------- |
| 1996 | Andrei Tscherkassow | Tommy Haas  | 7:6, 3:6, 7:5 |

### Doppel
| Jahr | Sieger                            | Finalgegner              | Ergebnis      |
| ---- | --------------------------------- | ------------------------ | ------------- |
| 1996 | Justin Gimelstob Jeff Salzenstein | Chad Clark Mark Merklein | 7:6, 3:6, 7:5 |